# Station Wittelsheim
Station Wittelsheim is een spoorwegstation in de Franse gemeente Wittelsheim. Het stations werd gesloten in 2011.